# Klarenbeek (beek)
De Klarenbeek, oorspronkelijk bekend als de Klaarbeek, is een beek in de Nederlandse provincie Gelderland. De beek heeft de naam overgedragen aan het nabijgelegen dorp Klarenbeek.
De naam 'Klarenbeek' is afgeleid van het woord 'klaar', wat 'helder' betekent.

## Hydrologie
De Klarenbeek is een sprengenbeek en maakt deel uit van het grotere beekstelsel van de Beekbergse Beek. Het begin van de Beekbergse Beek tot aan het Apeldoorns Kanaal wordt de Oude Beek genoemd, een van oorsprong een natuurlijke beek.
Van de kruising met het Apeldoorns Kanaal tot aan de Kopermolen in Klarenbeek wordt de beek eerst nog de Beekbergse Beek genoemd. Op sommige waterschapskaarten wordt deze sectie aangeduid als de Krepelse Beek. Na de Kopermolen in Klarenbeek krijgt de beek de naam Klarenbeek, waarna deze uiteindelijk in de Voorsterbeek uitmondt. Deze plek is te bezoeken met de fiets, nabij de spoorlijn Apeldoorn-Zutphen.
De Voorsterbeek mondt op haar beurt uit in de IJssel.

## Ecologische Waarde
Het natuurgebied Lampenbroek, nabij Klarenbeek, wordt gevoed door grondwater vanuit het Veluwemassief, waarbij de beek een van de belangrijkste watervoerende elementen vormt. Dit gebied bestaat uit natte bloemrijke hooilanden, houtwallen en vochtige bossen en is onderdeel van het Gelders Natuurnetwerk.
Daarnaast is de Klarenbeek een belangrijke schakel in de Beekbergse Poort, een geplande ecologische verbindingszone tussen de Veluwe en omliggende gebieden. Deze zone dient als een ecologische corridor die bijdraagt aan de biodiversiteit en het behoud van natuurlijke habitats.

## Recreatie
Er zijn wandelroutes en paden die langs de Klarenbeek voeren. Vanaf de Krepel fabriek richting de spoorlijn kan een groot gedeelte van de oever van de Klarenbeek bewandeld worden over opengesteld gebied, in de richting van het Appense bos.